# Cuterebra enderleini
Cuterebra enderleini är en tvåvingeart som beskrevs av Bau 1929. Cuterebra enderleini ingår i släktet Cuterebra och familjen styngflugor.
Artens utbredningsområde är Texas. Inga underarter finns listade i Catalogue of Life.